# خالد شراحيلي (لاعب كرة قدم مواليد 1985)
خالد علي شراحيلي لاعب كرة قدم سعودي ، يلعب لاعب وسط .
لعب سابقاً لأندية الهلال و الوطني و نجد و العروبة و النهضة و عاد بعدها إلى العروبة و انتقل بعدها إلى الباطن و انظم بعدها إلى الوشم.